# Endromopoda phragmitidis
Endromopoda phragmitidis är en stekelart som först beskrevs av Perkins 1957.  Endromopoda phragmitidis ingår i släktet Endromopoda och familjen brokparasitsteklar. Arten är reproducerande i Sverige. Inga underarter finns listade i Catalogue of Life.